# Авраамов завет
«Авраамов завет» — ветхозаветный апокриф, древний текст с легендой о смерти Авраама и небольшим авраамовым апокалиптическим видением. Существует в разных версиях и переводах, славянский перевод был издан Н. Тихонравовым (1863).
Согласно ЕЭБЕ, текст имеет много параллелей с еврейской письменностью, поэтому, если он был составлен христианином, то источником ему служил еврейский сборник легенд о патриархе Аврааме, и написан он был не ранее 1-й половины I века и не позже времени Бар-Кохбы (135 год), после чего христианская церковь совершенно порвала с еврейством.

## Публикации XIX века
Греческий текст «Завета» был издан:
- по одной рукописи Афанасием Васильевым[2];
- по нескольким рукописям, в двух сильно расходящихся между собою греческих версиях, с введением и примечаниями — М. Р. Джеймсом[3].

Имелись также эфиопский, румынский и славянский переводы; из них последний был издан Н. Тихонравовым («Памятники отреченной русской литературы», СПб., 1863, т. I, стр. 79—90).
Английский перевод «Авраамова завета» был напечатан в издании профессора Сент-Эндрюсского университета Аллана Мензиса «Ante-Nicene Christian Library» ().

## Содержание
Изложение «Авраамова завета» по обеим греческим версиям, изданным в XIX веке Васильевым и Джеймсом, (если восполнить одну другой).
Когда настал последний час Авраама, Бог послал архангела Михаила, чтобы подготовить его к смерти. Михаил появляется перед Авраамом на поле, в виде простого странника, и Авраам с обычным своим гостеприимством приглашает его к себе. По дороге домой Авраам, понимающий язык деревьев, слышит, как огромный тамариск (в славянской версии — дуб), имеющий 331 ветвь, поёт песню, предвещающую несчастье.
В доме Авраама
Когда Авраам, придя домой, омывает ноги архангелу, у него выступают слёзы на глаза; он говорит Исааку, что совершает омовение в последний раз. Исаак плачет, и Михаил плачет с ним, причём слезы его превращаются в перлы, которые Авраам быстро подбирает и прячет под мантию.
Перед закатом солнца, когда в доме Авраама готовятся к вечерней трапезе, Михаил удаляется, так как он должен руководить пением ангелов (ивр. שירהּ‎) на небе; он заявляет Всевышнему, что поручения не исполнил, ибо не решился объявить о близкой смерти Аврааму, которому по доброте сердечной нет равного на земле. Бог тогда обещает сам сообщить Исааку во сне о предстоящей кончине его отца, так, чтобы патриарх мог узнать об этом от сына.
В полночь Исааку снится, что его отец должен умереть, и он пересказывает свой сон Аврааму. Отец и сын горько плачут и своим плачем будят Сарру; она объявляет, что узнала в трёх странниках, которые ели под дубом Мамврийским, ангелов Божиих и в одном из них — Михаила, который приходил спасти Лота. Авраам подтверждает её слова, говоря, что он узнал в страннике ангела по его ногам (см. Иез. 1:7), когда омывал их. После этого странник открывает Аврааму, что он — архангел Михаил, стоящий перед лицом Бога (מיכאל שר הפנים), и требует, чтобы Авраам отдал ему свою душу, в чём последний отказывает.
Михаил возвращается к Богу, который приказывает ему объяснить Аврааму, что все, рождённые от Адама и Евы, должны умереть, но что Аврааму Бог окажет особую милость и избавит его от предсмертных мук. Авраам смиряется, но просит Бога через Михаила, чтоб ему было дано видеть пред смертью весь мир, сотворённый одним Словом (במאמר). Господь внемлет его просьбе, велит Михаилу простереть облако света (ענן כבוד), посадить Авраама в колесницу херувимов (מרכבה) и вознести его к небу, откуда он увидит всю вселенную.
Вознесение Авраама
Путь начинается с «реки, называющейся океаном». И когда Авраам видит с высоты мир земной с разнообразными преступлениями, совершаемыми в нём людьми (прелюбодеяния, убийства и т. п.), он приходит в ужас и просит Михаила послать небесный огонь и лесных зверей на этих злодеев, что Михаил и выполняет. Но тогда раздается глас с неба: «О, архангел Михаил, останови колесницу и уведи Авраама; иначе он, видя, как все живут во зле, разрушит весь мир. Ибо Авраам не жалеет никого, потому что не он сотворил людей. Я же, который создал мир, не хочу его разрушения и не спешу со смертью грешника, дабы он покаялся и жил».
Тогда Михаил направляет колесницу на восток, к раю, который находится в непосредственной близости к аду. Там Авраам видит двое ворот, одни широкие, другие узкие, те и другие ведут к небу. Против них сидит на престоле богоподобный человек, Адам, окружённый сонмом ангелов, и перед ним проходят все души грешников — в широкие врата, а души праведников — в узкие, каждая по своим заслугам, а не вследствие первородного греха Адама.
Видение суда над душами
Аврааму дано видеть также суд над душами за широкими воротами, и он видит там карающих ангелов (מלאכי חבלה) и книгу, в которую Энох, «небесный учитель и правдивый писец», записывает добрые и злые дела человека. Кроме того, людские дела кладутся на весы, так что если добрые дела перевешивают злые (не только количественно, но и качественно), душа попадает в рай, а если злые превышают добрые, душа попадает в ад; если же добрые и злые дела весят одинаково, душа очищается огнём. Ангел, взвешивающий дела людские, называется Докиель (דקיאל; «важник», от dak). В Авраамовом завете (XIII), упоминаются только два ангела, присутствующих на суде душ, второй — Пуруель («огненный и безжалостный ангел»).
Авраам чувствует сострадание к некоей душе, которой недостает лишь одного доброго дела, чтобы попасть в рай; его заступничество и ангелов спасает эту душу от ада. Он сожалеет обо всех злодеях, которые были убиты Михаилом по его просьбе, но Господь успокаивает его заявлением, что «необычайная смерть даёт прощение всем грехам».
Возвращение домой
После того как Авраам видел всё это, архангел Михаил возвращает его домой и получает в третий раз приказание взять его душу. Но Авраам отказывается отдать душу архангелу. Михаил возвращается тогда к Богу и говорит, что он не может наложить руку на друга Божия, который праведнее Иова, ибо Иов познал Бога в зрелом возрасте и служил ему из страха, Авраам же познал Бога ещё с трёхлетнего (по другой версии — с 13-летнего) возраста и служил ему из любви.
Явление ангела Смерти
Тогда Бог посылает к Аврааму безжалостного и безобразного ангела Смерти (מלאך המות), который должен явиться в образе красивого юноши, чтобы Авраам не удалил его помощью святого имени Божия (שם המפוֹרש). Но патриарх догадывается по ужасу, который объял его при виде юноши, что перед ним злой ангел, и последний в конце концов открывает ему, что он — «горестное имя, плач и гибель для людей» и что настоящий его вид до того страшен, что он уже им одним убивает грешников. Авраам отказывается отдать ему душу и просит его предстать в настоящем виде.
Ангел Смерти является тогда со своими 7 змеиными головами и 14 лицами; он так страшен, что один вид его убивает 7000 рабов и рабынь патриарха, а сам Авраам заболевает. Своей молитвой патриарх воскрешает этих 7000 умерших и заставляет ангела Смерти объяснить ему значение его 14 лиц и 72 родов смерти, которыми человек может умереть.
Концовка
В конце концов Бог сам берёт душу Авраама «как бы во сне». Тогда приходит Михаил с сонмом ангелов, облекает Авраама в небесный саван, помазывает его райским бальзамом; по истечении трёх дней его хоронят под дубом Мамврийским (по другой версии — в «пещере, в селе Ефроновом»). И тогда уносится его душа на небо с гимнами и славословиями святых и, представши перед Богом, переносится в «шатры праведных».ref name="ЕЭБЕ|Авраамов" />.

## Гипотезы о происхождении текста

### Христианское происхождение
Джеймс в своём введении к вышеупомянутому изданию греческого текста утверждал, что эта книга христианского, а не еврейского происхождения. Того же мнения придерживался и Шюрер, который полагал, что не было «основания считать эту книгу еврейскою по происхождению, ибо первые христианские века также были очень плодовиты в изобретении подобных легенд». И действительно, в «Авраамовом завете» много христианских мест, как явных, так и более или менее скрытых.

### Еврейское происхождение
Но против взгляда Джеймса и Шюрера высказались Л. Гинцберг и Колер. По их мнению, текст несомненно еврейского происхождения и лишь интерполирован христианами. Это мнение основывается на том, что большинство содержащихся в этой книге легенд встречаются целиком или имеют аналогии в еврейской агадической письменности. Примеры:
- ангелы поют гимны Богу — это есть в Талмуде (Хуллин, 91б);
- Михаил руководит ими во время пения — это знает Мидраш (Ялкут, I, § 133).
- Ангелы, представившиеся странниками и евшие у Авраама, только притворялись кушающими — это есть как в Талмуде (Бава Меция, 86б), так и в Мидраш (Берешит рабба, XLVIII).
- Михаил встречается и в еврейской письменности, как «שר הפנים» (Танхума, Берешит, изд. Бубера, стр. 17), который — по талмудическому сказанию — пришёл в дом Авраама (Иома, 37а), преимущественно к Сарре (Бава Меция, 86б).
- Сотворение мира одним словом (במאמר אחד) — очень раннее еврейское представление, уже имеющееся в таннаитском мидраше «Мехильта»[10], а сотворение десятью словами, упоминаемое в Мишне (Абот, V, 1), есть лишь позднейшее представление.
- О карающих ангелах (מלאכי חבלה) говорится в еврейской письменности очень часто (напр. Иерушалми Шебиит, VI, 3; Когелет рабба, IV).
- Что грехи записываются в небесные книги, имеются два указания уже в Мишне[11] — более или менее метафорического характера, а в несколько более поздней талмудической агаде (Рош га-Шана, 16б) о таких записях говорится совершенно серьёзно.
- О взвешивании грехов упоминали таннаи (Иошуа бен-Перахья и Иоханан бен Заккай), употреблявшие выражения вроде «לכף זכות» или «מכריע את הכף», которые встречаются в Мишне (Абот, I, 6; II, 8).
- Что заступничество (זכות) Авраама имеет значение для грешников — также встречается в Талмуде (Эрубин, 19а; ср. также Нидда, 21а), где именно такое заступничество (זכותוֹ של אברהם אבינו) играет роль во время суда над человеком, в дни Нового Года.
- Что «необычная смерть (מיתה משונה) приносит прощение всем грехам», имеется в Мишне (Санхедрин, IV, 3: תהא מיתתי כפרה על כל עונוֹתי).
- Что Авраам был «другом Божиим» — есть в Талмуде (Менахот, 53б: בן ידיד זה אברהם).
- Что Авраам познал Бога, когда ему было всего три года, — также есть в Талмуде (Недарим, 32а).
- Противопоставление служения «из страха» служению «из любви» встречается в Мишне (Санхедрин, V, 5), где говорится именно об Иове, который в «Авраамовом завете» сопоставляется в этом отношении с Авраамом; там древний таннай Иоханан бен Заккай утверждает, как и «Авраамов завет», что «Иов служил Богу только из страха» (לא עבד איוב את המקום אלא מיראה), а несколько более поздний таннай, Иошуа бен-Ханания, утверждает, что «Иов служил Богу только из любви» (לא עבד איוב את הקב״ה אלא מאהבה).
- В талмудической Барайте (Бава Батра, 17а) Авраам является одним из шести лиц, над которыми «ангел Смерти не имел власти» (מלאך-המות לא שלט בהן). Как Авраам, так и Моисей не отдают своей души ангелу Смерти. О появлении последнего не под своим настоящим видом говорится в позднейшей талмудической агаде (Моэд катан, 28а) и в эфиопско-фалашской книге «Смерть Моисея» (Mota Muse, издана с переводом на еврейский и французский языки, с примечаниями и арабскими параллелями, Я. Файтловичем, Париж, 1906, стр. 12—13), где ангел Смерти является Моисею также в образе юноши.
- О страшном виде ангела Смерти говорится в более древней агаде (Авода Зара, 20б); ещё древнее — сказание о 72 родах смерти (см. Сифра, Тазриа, 2; Танна дебе-Элиагу рабба, V, и Vita Adam et Еvае, 34; ср. J. Ε., I, 95, примеч.).
- В Талмуде (Бава Батра, 75а) есть упоминание специальных шатров для праведников.

Другие доказательства:
- тамариск в тексте имеет 331 ветвь, то есть столько, сколько составляет числовое значение еврейского слова для тамариска אשל (של״א = 331), который Авраам, согласно кн. Бытия (Быт. 21:33), посадил в Беерсебе;
- имя ангела, взвешивающего грехи, — «דקיאל» (от слова דק, упоминаемого в Исаии — 40, 15 и 21 рядом с מאזנים = весы) и разные выражения, которые объясняются лишь изначальным еврейским оригиналом.

Оперирование еврейскими буквами, как числами, возможно лишь в том случае, если оригинал книги написан по-еврейски. На основании приведённых параллелей из еврейской письменности, а также доказательств, можно утверждать со значительной степенью достоверности, что если текст в том виде, в каком он дошёл до нас, составлен христианином, то свой легендарный материал составитель нашёл в еврейском сборнике легенд об Аврааме, который служил основой для «Авраамова завета».

## Гипотезы датирования и авторства
Время составления «Авраамова завета» трудно установить, но во всяком случае книга (вернее, её еврейский подлинник) составлена не раньше 1-й половины I-го христианского века и не позже времени Бар-Кохбы (135), после чего христианская церковь совершенно порвала с еврейством.
Автор «Авраамова завета» был, по мнению Кауфмана Колера, ессеем. Это весьма вероятно, так как саддукей не мог быть автором книги, в которой так много говорится о загробном воздаянии; фарисей же не мог написать книгу, в которой нигде не упоминается о законе и об исполнении обрядов, о чём говорится много и обстоятельно, когда дело касается жизни Авраама, как в талмудической агаде, так и в книге Юбилеев, принадлежащей к тому же роду литературы, что и «Авраамов завет».